# Nicky Chinn
Nicky Chinn (* 16. Mai 1945 in London) ist ein englischer Songwriter und Musikproduzent. Zusammen mit Mike Chapman hatte er insbesondere in den 1970er Jahren eine lange Erfolgskette und war für viele Nummer-eins-Hits verantwortlich für Gruppen wie New World, The Sweet, Mud, Smokie, die Arrows, Racey, Suzi Quatro und viele andere. Dabei arbeiteten sie vornehmlich für das Plattenlabel RAK Records von Mickie Most.

## Der musikalische Anfang
Chinn war ursprünglich Mechaniker und kam als Mittzwanziger eher zufällig zur Musik. Sein Talent als Songschreiber wurde sehr schnell erkannt, und innerhalb kürzester Zeit schrieb er gemeinsam mit Mike d’Abo einige Stücke für den Spielfilm „There’s A Girl In My Soup“.

## The Sweet
Zu diesem Zeitpunkt lernte er den in Australien geborenen Mike Chapman kennen, der als Kellner in einem Restaurant arbeitete, das Chinn häufig besuchte. Im Gegensatz zu Chinn war Chapman bereits ein professioneller Musiker bei der Band „Tangerine Peel“. Die beiden „jungen, wilden Kerle“ wurden von Mickie Most entdeckt und eigens engagiert, um Songs für eine neue Gruppe zu schreiben: The Sweet. Und obwohl sie nicht alle Lieder selbst schrieben, wurden sie wegen ihres bald unverwechselbaren Stils verantwortlich für alle erschienenen Singles im Frühstadium dieser Band. Denn Chinns und Chapmans Art, Lieder zu schreiben, war bei dem britischen, europäischen und australischen Publikum so erfolgreich, dass The Sweet in den folgenden Jahren eine ununterbrochene Folge von Superhits hatte. Darunter waren „Little Willy“, „Wig-Wam Bam“, „Hell Raiser“, „Teenage Rampage“, „Blockbuster“ und „The Ballroom Blitz“. The Sweet wurde so populär in Großbritannien, dass „Ballroom Blitz“ in die britischen Charts direkt auf Platz 2 einstieg, was zu dieser Zeit absolut unüblich war.

## Die anderen Bands
Als The Sweet ihren Sound ein wenig härter gestalten wollten und begannen, ihre eigenen Songs zu schreiben, wandten sich Chinn und Chapman anderen Projekten zu und erzielten bald ähnlichen Erfolg in Europa und Australien mit Suzi Quatro, für die sie vier Smashhits in Folge schrieben: „Can the Can“, „48 Crash“, „Daytona Demon“ und „Devil Gate Drive“. Chinn und Chapman produzierten auch Quatros erste drei Alben.
Ihren nächsten großen Erfolg landeten „Chinnichap“, wie sie mittlerweile in der Presse genannt wurden, mit Mud, die mit vier Kompositionen in den Jahren 1974 und 1975 Spitzenpositionen in den Charts erreichten, darunter den Nummer-eins-Hits „Tiger Feet“ und „Lonely This Christmas“.
Smokie wurden „Chinnichaps“ nächstes Ziel, für die sie zwischen 1975 und 1978 fünf Hitsingles schufen.
Trotz ihres ganzen Erfolges in Europa und in Australien dauerte es bis 1978, bis die beiden auch in den USA Erfolg hatten. Der kam dann gleich zweifach, und zwar durch Exiles „Kiss You All Over“ und die Ballade „Stumblin’ In“ von Suzi Quatro und Chris Norman (dem Leadsänger von Smokie).

## Nach der Glam-Rock-Ära
Mit dem Aufkommen der Punkbewegung gerieten das scheinbar unbesiegbare Paar und ihr Glam-Rock-Sound jedoch in Großbritannien außer Mode, und Mike Chapman wandte sich Soloprojekten zu. Er produzierte für Blondie das Album „Parallel Lines“, was bedeutete, dass die zwei weniger Zeit hatten, um gemeinsam Lieder zu schreiben.
Im Jahr 1982 gelang mit der Single „Mickey“ von Toni Basil zwar noch einmal ein internationaler Hit, danach trennte sich das erfolgreiche Duo, und Nicky Chinn zog sich krankheitsbedingt für mehrere Jahre aus dem Musikgeschäft zurück. Erst nach der Jahrtausendwende setzte er seine Tätigkeit als Songwriter für Westlife und Selena Gomez fort.
Alles in allem hatte seine knapp zwölfjährige Kooperation mit Chapman im Musikgeschäft zu über 40 UK „Top 40“ Hits geführt. In Deutschland wurden Songs von Nicky Chinn und Mike Chapman u. a. von Bernhard Brink und Peter Orloff gecovert.